# Bouquet (Gard)
Pour les articles homonymes, voir Bouquet.
Bouquet est une commune française située dans le nord du département du Gard, en région Occitanie.
De climat méditerranéen, la commune inclut un site Natura 2000 (les « garrigues de Lussan ») et trois zones naturelles d'intérêt écologique, faunistique et floristique.
Bouquet est une commune rurale qui compte 197 habitants en 2022, après avoir connu un pic de population de 503 habitants en 1851.  Ses habitants sont appelés les Bouquentencs ou  Bouquentenques.
Son territoire inclut un ancien oppidum des Segustones ou Segusiones.

## Géographie

### Localisation
Bouquet est un petit village dans la partie nord du département du Gard. Le département de l'Ardèche est à 11,3 km (à vol d'oiseau) au nord (commune de Saint-Sauveur-de-Cruzières) et celui de Lozère à 24,3 km à l'ouest (Saint-Martin-de-Boubaux).
Alès est à 20 km au sud-ouest, Nîmes à 51 km au sud, Uzès à 25 km au sud-sud-est, Avignon à 67 km au sud-est.

### Communes limitrophes
Les communes limitrophes sont  Allègre-les-Fumades, Brouzet-lès-Alès, Fons-sur-Lussan, Lussan, Navacelles, Seynes et Vallérargues.
|                  | Allègre-les-Fumades | Fons-sur-Lussan |
| Navacelles       | Feurs               | Lussan          |
| Brouzet-lès-Alès | Seynes              | Vallérargues    |

### Hydrographie
La commune est drainée par plusieurs cours d'eau saisonniers, tous très ramifiés et à sec en été. Le valat de Séguissous est celui avec la plus grande longueur sur la commune. Il prend naissance au sud-est de Bouquet, remonte vers le nord-ouest et vers le bourg, puis part vers l'ouest rejoindre l'Alauzène à la limite de Navacelles et d'Allègre-les-Fumades. L'Alauzène est un affluent de l'Auzon, lui-même affluent de la Cèze et sous-affluent du Rhône. Le Séguissous tire son nom des Ségustones, peuple qui a occupé la région dans l'Antiquité.
L'Alauzène prend naissance dans le sud-est de la commune mais en sort presque immédiatement pour couler sur Seynes, fait une boucle au sud-ouest et remonte vers le nord en passant sur Saint-Just-et-Vacquières, Brouzet-lès-Alès, Les Plans, Navacelles et Allègre-les-Fumades.
À l'ouest de la naissance de l'Alauzène, naissent le valat de Caraye et le valat de la Lèque, tous deux se rejoignant au pied du versant nord du Petit Puech (293 m d'altitude) et devenant l'Aiguillon, qui rejoint la Cèze au nord-ouest de Verfeuil.

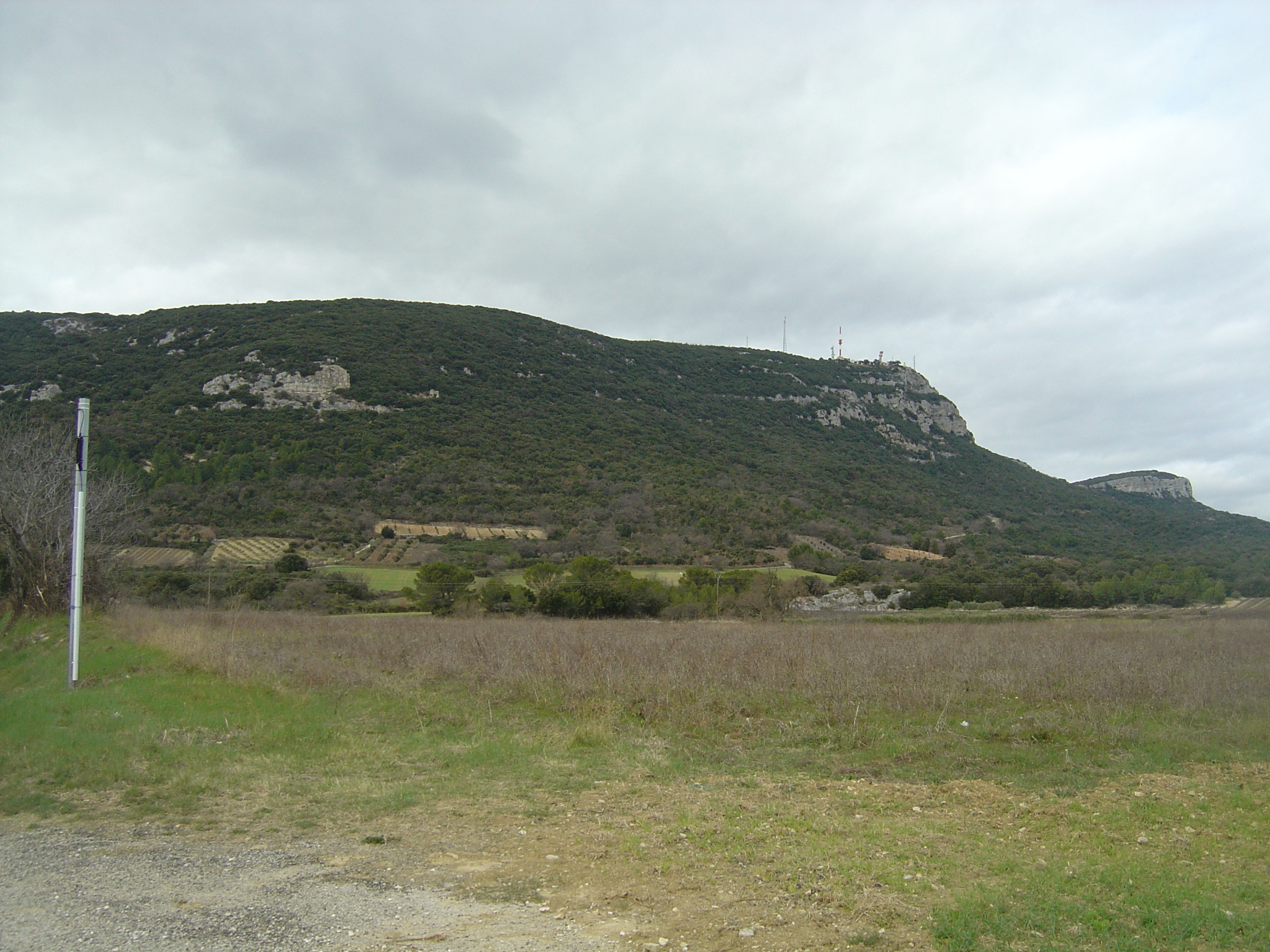
Le mont Bouquet (629 m) vu depuis la route D115, à moins de 1 km du village de Seynes

L'Argensol et son petit affluent le valat des Gigalous prennent naissance au  nord de Bouquet et rejoignant l'Auzon sur Allègre-les-Fumades.

### Relief
Le sommet du mont Bouquet, à 629 m d'altitude au sud de Bouquet, manque de peu être sur la commune : son sommet est sur Brouzet-lès-Alès et tout son flanc sud-est sur Seynes. Il est le sommet d'un arc qui s'étire jusqu'à Navacelles au nord-ouest. Le territoire de Bouquet, côté nord du mont éponyme, a sa limite à environ 590 m d'altitude ; à 620 m au nord du sommet se trouve le col du Bourricot (525 m d'altitude) où passe la D 607, et 400 m au nord du col est le sommet « le Clergue » (582 m d'altitude) où la carte IGN indique un oppidum. Un peu plus au nord-nord-ouest du Clergue, le sommet de Seynette (555 m d'altitude).

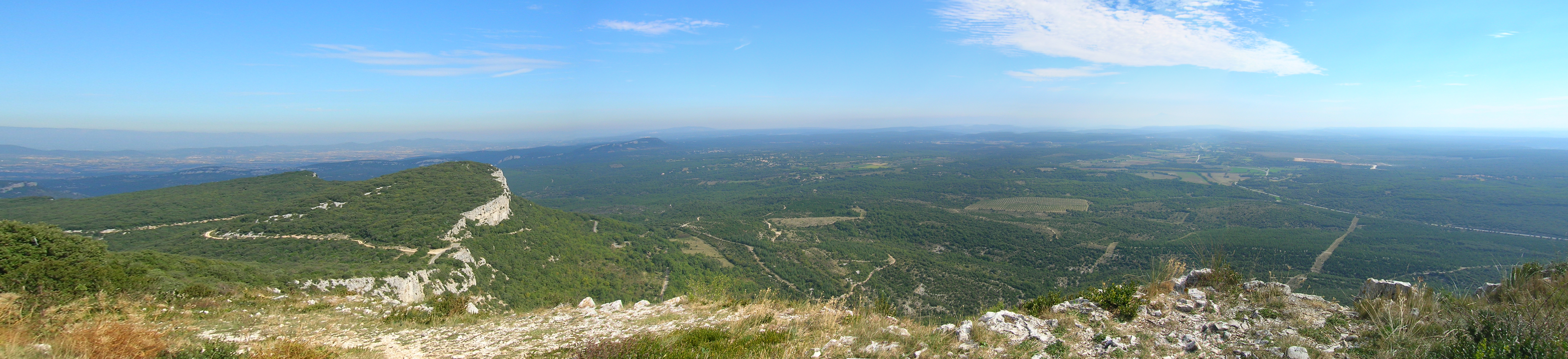
Vue vers le nord et vers l'est sur la vallée du valat de Seguissous, depuis le mont Bouquet. Vers la gauche, la D 607 au col du Bourricot puis le Clergue et le Seynette. Sur la droite, la D 6 à l'est.

### Climat
Pour des articles plus généraux, voir Climat de l'Occitanie et Climat du Gard.
En 2010, le climat de la commune est de type climat méditerranéen franc, selon une étude s'appuyant sur une série de données couvrant la période 1971-2000. En 2020, Météo-France publie une typologie des climats de la France métropolitaine dans laquelle la commune est exposée à un climat méditerranéen et est dans la région climatique Provence, Languedoc-Roussillon, caractérisée par une pluviométrie faible en été, un très bon ensoleillement (2 600 h/an), un été chaud (21,5 °C), un air très sec en été, sec en toutes saisons, des vents forts (fréquence de 40 à 50 % de vents > 5 m/s) et peu de brouillards.
Pour la période 1971-2000, la température annuelle moyenne est de 12,5 °C, avec une amplitude thermique annuelle de 17,1 °C. Le cumul annuel moyen de précipitations est de 1 085 mm, avec 7 jours de précipitations en janvier et 3,4 jours en juillet. Pour la période 1991-2020, la température moyenne annuelle observée sur la station météorologique la plus proche, située sur la commune de Brouzet-lès-Alès à 4 km à vol d'oiseau, est de 13,5 °C et le cumul annuel moyen de précipitations est de 923,9 mm,. Pour l'avenir, les paramètres climatiques de la commune estimés pour 2050 selon différents scénarios d'émission de gaz à effet de serre sont consultables sur un site dédié publié par Météo-France en novembre 2022.

### Milieux naturels et biodiversité

#### Réseau Natura 2000

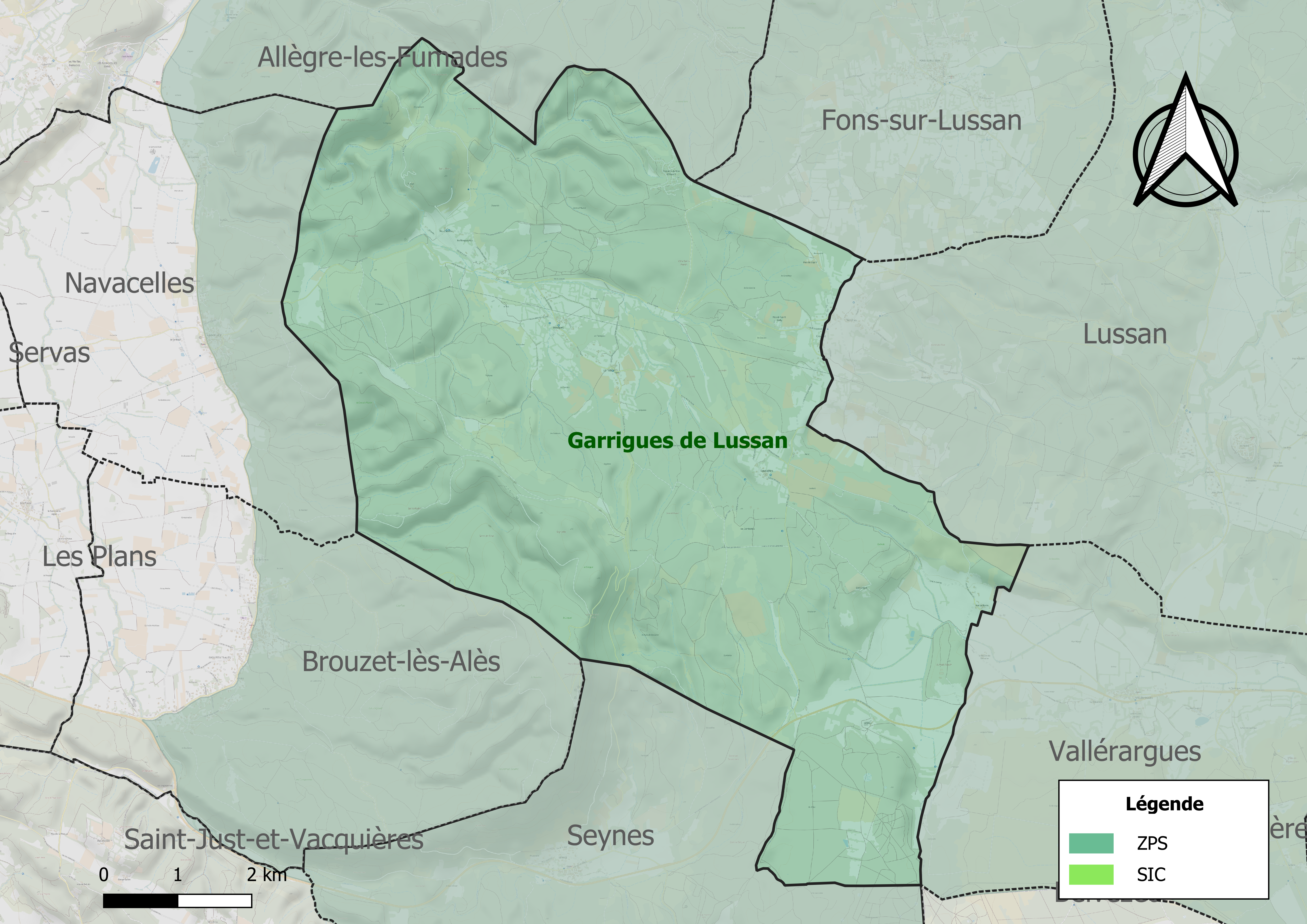
Sites Natura 2000 sur le territoire communal.

Le réseau Natura 2000 est un réseau écologique européen de sites naturels d'intérêt écologique élaboré à partir des directives habitats et oiseaux, constitué de zones spéciales de conservation (ZSC) et de zones de protection spéciale (ZPS).
Un site Natura 2000 a été défini sur la commune au titre  de la directive oiseaux : les « garrigues de Lussan », d'une superficie de 29 150 ha. Ce site abritait en 1999 un site de nidification d'un couple de vautour percnoptère. Ce site constitue  un lien essentiel dans la petite population méditerranéenne résiduelle du Sud-Est de la France (comprenant une vingtaine de couples seulement), situé entre les noyaux d'Ardèche et Drôme-Isère, au nord, des gorges du Gardon, au sud, du Lubéron et des Alpilles, à l'est, du haut montpelliérais et des Gorges Tarn-Jonte.

#### Zones naturelles d'intérêt écologique, faunistique et floristique
L’inventaire des zones naturelles d'intérêt écologique, faunistique et floristique (ZNIEFF) a pour objectif de réaliser une couverture des zones les plus intéressantes sur le plan écologique, essentiellement dans la perspective d’améliorer la connaissance du patrimoine naturel national et de fournir aux différents décideurs un outil d’aide à la prise en compte de l’environnement dans l’aménagement du territoire.
Deux ZNIEFF de type 1 sont recensées sur la commune :
les « rochers de St-Peyre et d'Aiguières » (171 ha), couvrant 3 communes du département, et 
la « serre du Mont Bouquet » (497 ha), couvrant 3 communes du département
et une ZNIEFF de type 2, : 
le « plateau de Lussan et Massifs Boisés » (37 159 ha), couvrant 40 communes du département.

Carte des ZNIEFF de type 1 et 2 à Bouquet.
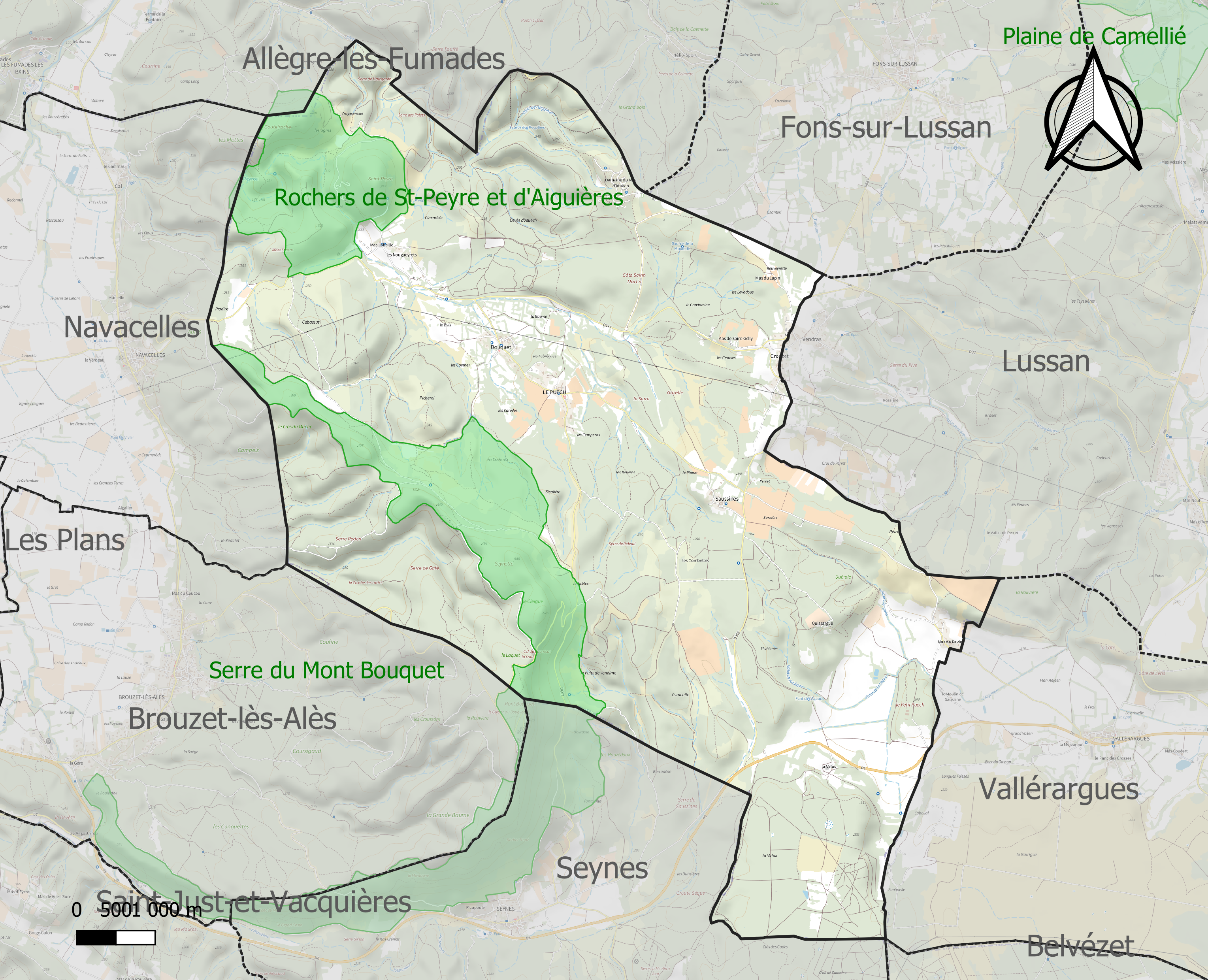
Carte des ZNIEFF de type 1 sur la commune.
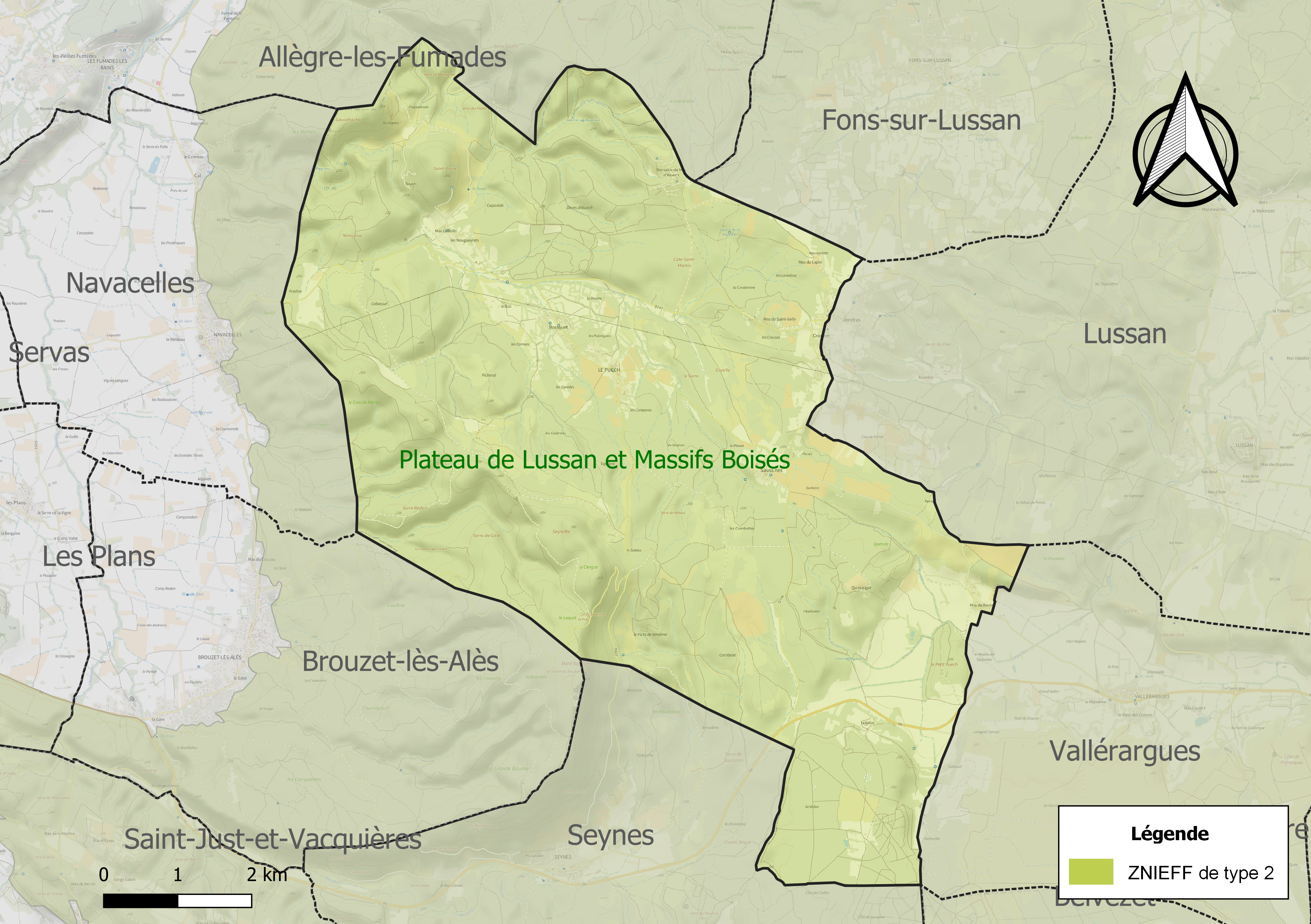
Carte de la ZNIEFF de type 2 sur la commune.

## Urbanisme

### Typologie
Au 1er janvier 2024, Bouquet est catégorisée commune rurale à habitat très dispersé, selon la nouvelle grille communale de densité à sept niveaux définie par l'Insee en 2022.
Elle est située hors unité urbaine et hors attraction des villes,.

### Occupation des sols
L'occupation des sols de la commune, telle qu'elle ressort de la base de données européenne d’occupation biophysique des sols Corine Land Cover (CLC), est marquée par l'importance des forêts et milieux semi-naturels (81,9 % en 2018), en augmentation par rapport à 1990 (80,9 %). La répartition détaillée en 2018 est la suivante : 
forêts (47,9 %), milieux à végétation arbustive et/ou herbacée (34 %), zones agricoles hétérogènes (12,3 %), cultures permanentes (3,2 %), terres arables (2,6 %), mines, décharges et chantiers (0,1 %). L'évolution de l’occupation des sols de la commune et de ses infrastructures peut être observée sur les différentes représentations cartographiques du territoire : la carte de Cassini (XVIIIe siècle), la carte d'état-major (1820-1866) et les cartes ou photos aériennes de l'IGN pour la période actuelle (1950 à aujourd'hui).

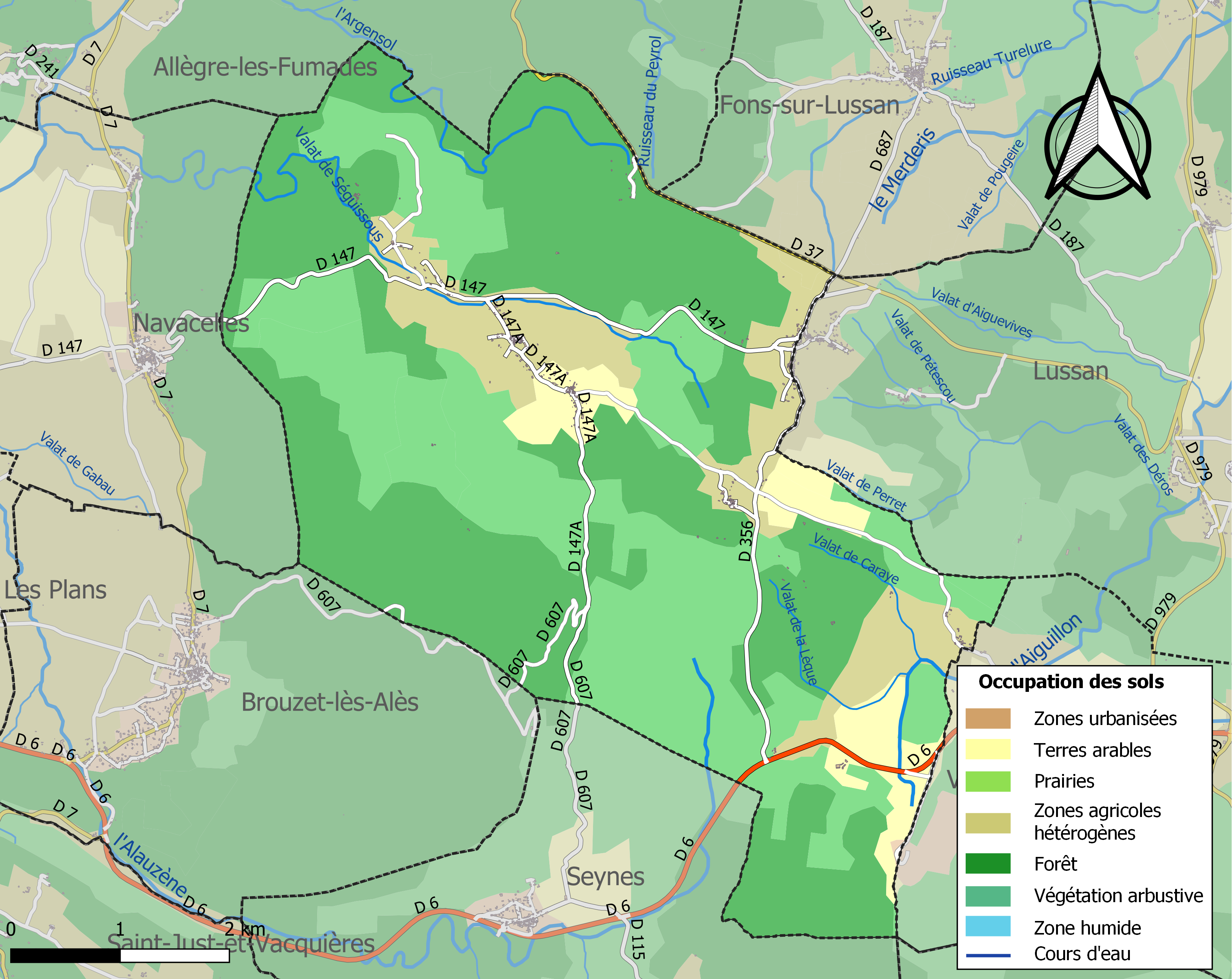
Carte des infrastructures et de l'occupation des sols de la commune en 2018 (CLC).

### Risques majeurs
Le territoire de la commune de Bouquet est vulnérable à différents aléas naturels : météorologiques (tempête, orage, neige, grand froid, canicule ou sécheresse), inondations, feux de forêts, mouvements de terrains et séisme (sismicité modérée). Il est également exposé à un risque technologique,  le transport de matières dangereuses. Un site publié par le BRGM permet d'évaluer simplement et rapidement les risques d'un bien localisé soit par son adresse soit par le numéro de sa parcelle.

#### Risques naturels
Certaines parties du territoire communal sont susceptibles d’être affectées par le risque d’inondation par débordement de cours d'eau et par une crue torrentielle ou à montée rapide de cours d'eau, notamment l'Alauzène et l'Aiguillon. La commune a été reconnue en état de catastrophe naturelle au titre des dommages causés par les inondations et coulées de boue survenues en 1982, 1983, 1987, 1992, 1993, 1995, 1997, 1998, 2001 et 2002,.

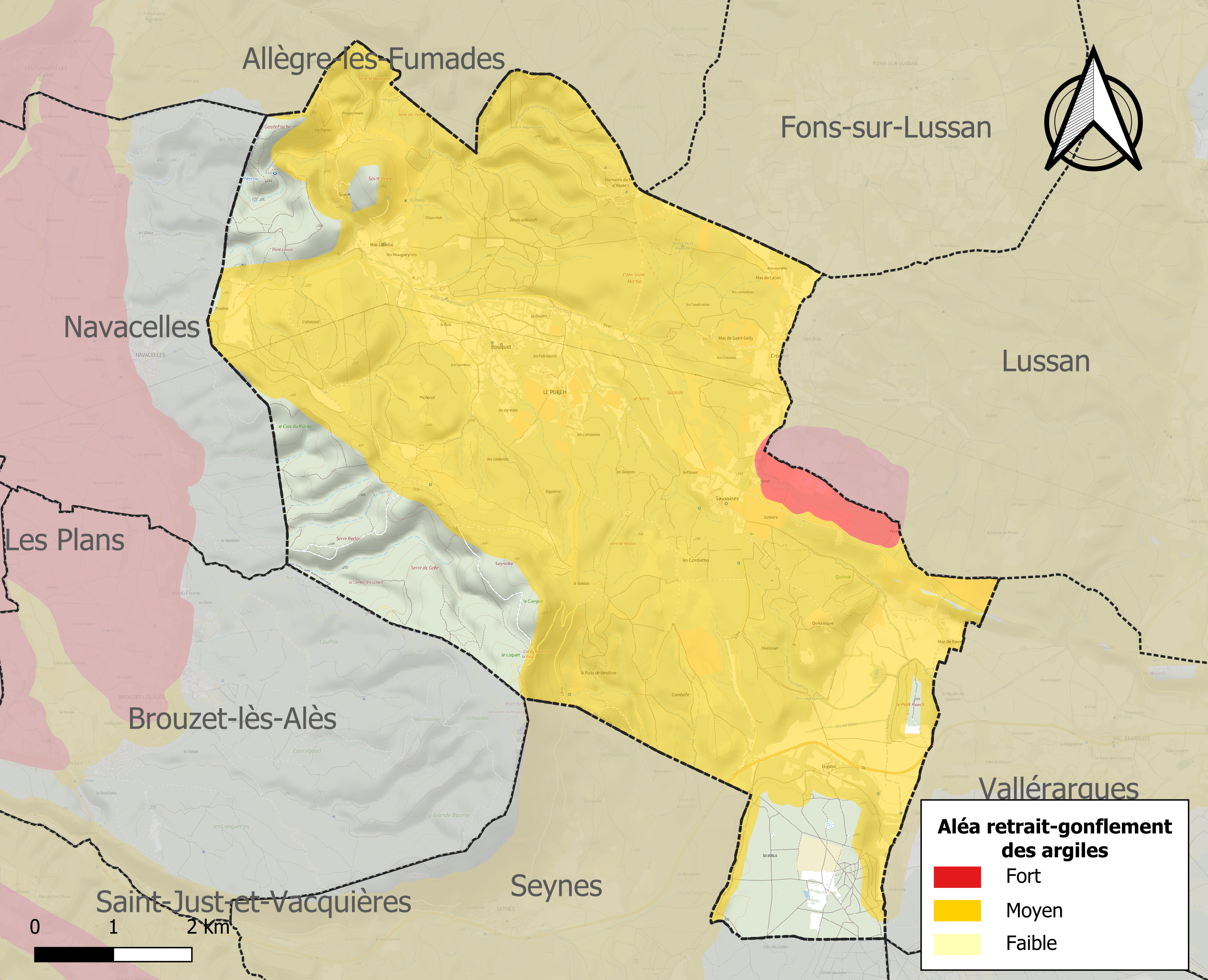
Carte des zones d'aléa retrait-gonflement des sols argileux de Bouquet.

La commune est vulnérable au risque de mouvements de terrains constitué principalement du retrait-gonflement des sols argileux. Cet aléa est susceptible d'engendrer des dommages importants aux bâtiments en cas d’alternance de périodes de sécheresse et de pluie. 82,8 % de la superficie communale est en aléa moyen ou fort (67,5 % au niveau départemental et 48,5 % au niveau national). Sur les 160 bâtiments dénombrés sur la commune en 2019, 157 sont en aléa moyen ou fort, soit 98 %, à comparer aux 90 % au niveau départemental et 54 % au niveau national. Une cartographie de l'exposition du territoire national au retrait gonflement des sols argileux est disponible sur le site du BRGM,.
Par ailleurs, afin de mieux appréhender le risque d’affaissement de terrain, l'inventaire national des cavités souterraines permet de localiser celles situées sur la commune.
Concernant les mouvements de terrains, la commune a été reconnue en état de catastrophe naturelle au titre des dommages causés par des mouvements de terrain en 1983.

#### Risques technologiques
Le risque de transport de matières dangereuses sur la commune est lié à sa traversée par des infrastructures routières ou ferroviaires importantes ou la présence d'une canalisation de transport d'hydrocarbures. Un accident se produisant sur de telles infrastructures est en effet susceptible d’avoir des effets graves au bâti ou aux personnes jusqu’à 350 m, selon la nature du matériau transporté. Des dispositions d’urbanisme peuvent être préconisées en conséquence.

## Toponymie
La plus ancienne mention du nom de Bouquet remonte à 1156 : « Castrum de Bocheto » (latinisation administrative de Bouquet), dans un acte par lequel le roi de France Louis VII le Jeune cédait un certain nombre de villes (qui peut être traduit par « ensembles de mas et castra ») du nord de l'Uzège.

## Histoire

### Antiquité
Le hameau de Suzon, à 1,9 km (à vol d'oiseau) au nord-ouest du bourg, est un ancien oppidum supposé des Ségustones.

### Moyen Âge

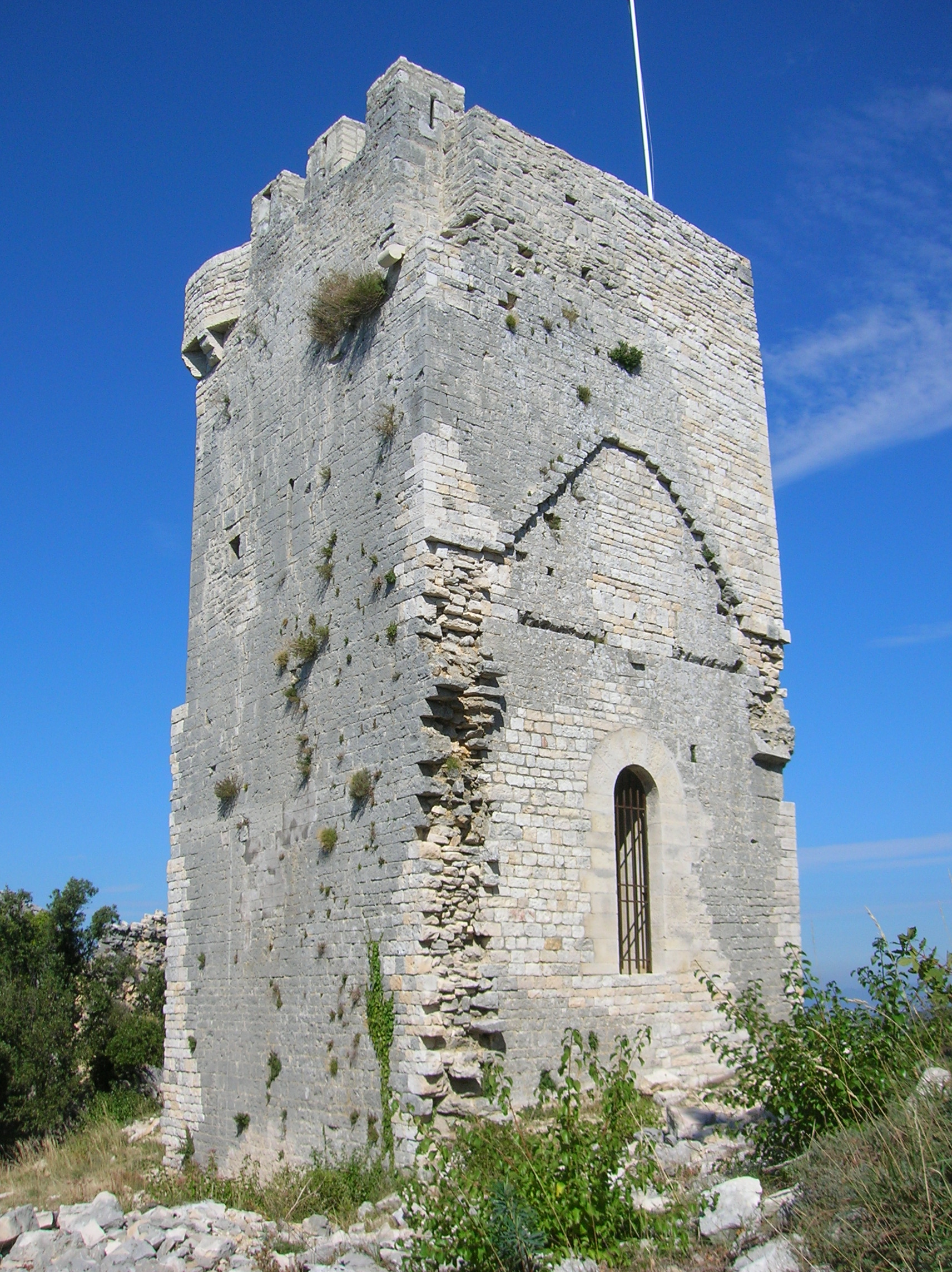
Castellas du Bouquet.

## Politique et administration

### Rattachements administratifs et électoraux
Le 18 août 2020, la commune passe de l'arrondissement d'Alès à celui de Nîmes.
Pour l'élection des députés, elle fait partie de la quatrième circonscription du Gard.

## Population et société

### Démographie
L'évolution du nombre d'habitants est connue à travers les recensements de la population effectués dans la commune depuis 1793. Pour les communes de moins de 10 000 habitants, une enquête de recensement portant sur toute la population est réalisée tous les cinq ans, les populations de référence des années intermédiaires étant quant à elles estimées par interpolation ou extrapolation. Pour la commune, le premier recensement exhaustif entrant dans le cadre du nouveau dispositif a été réalisé en 2006.

En 2022, la commune comptait 197 habitants, en évolution de +13,87 % par rapport à 2016 (Gard : +2,97 %, France hors Mayotte : +2,11 %).
| 1793 | 1800 | 1806 | 1821 | 1831 | 1836 | 1841 | 1846 | 1851 |
| ---- | ---- | ---- | ---- | ---- | ---- | ---- | ---- | ---- |
| 250  | 226  | 254  | 294  | 399  | 426  | 438  | 456  | 503  |

| 1856 | 1861 | 1866 | 1872 | 1876 | 1881 | 1886 | 1891 | 1896 |
| ---- | ---- | ---- | ---- | ---- | ---- | ---- | ---- | ---- |
| 502  | 450  | 485  | 464  | 428  | 396  | 378  | 358  | 336  |

| 1901 | 1906 | 1911 | 1921 | 1926 | 1931 | 1936 | 1946 | 1954 |
| ---- | ---- | ---- | ---- | ---- | ---- | ---- | ---- | ---- |
| 318  | 304  | 269  | 186  | 163  | 149  | 130  | 101  | 85   |

| 1962 | 1968 | 1975 | 1982 | 1990 | 1999 | 2006 | 2011 | 2016 |
| ---- | ---- | ---- | ---- | ---- | ---- | ---- | ---- | ---- |
| 76   | 73   | 85   | 114  | 103  | 143  | 176  | 177  | 173  |

| 2021 | 2022 | - | - | - | - | - | - | - |
| ---- | ---- | - | - | - | - | - | - | - |
| 190  | 197  | - | - | - | - | - | - | - |

## Économie

### Revenus
En 2018  (données Insee publiées en septembre 2021), la commune compte 84 ménages fiscaux, regroupant 176 personnes. La médiane du revenu disponible par unité de consommation est de 20 510 € (20 020 € dans le département).

### Emploi
|                | 2008   | 2013   | 2018  |
| -------------- | ------ | ------ | ----- |
| Commune        | 12,2 % | 10,5 % | 9,1 % |
| Département    | 10,6 % | 12 %   | 12 %  |
| France entière | 8,3 %  | 10 %   | 10 %  |

En 2018, la population âgée de 15 à 64 ans s'élève à 102 personnes, parmi lesquelles on compte 74,7 % d'actifs (65,7 % ayant un emploi et 9,1 % de chômeurs) et 25,3 % d'inactifs,. En  2018, le taux de chômage communal (au sens du recensement) des 15-64 ans est inférieur à celui de la France et du département, alors qu'en 2008 la situation était inverse.
La commune est hors attraction des villes,. Elle compte 32 emplois en 2018, contre 25 en 2013 et 26 en 2008. Le nombre d'actifs ayant un emploi résidant dans la commune est de 67, soit un indicateur de concentration d'emploi de 47,5 % et un taux d'activité parmi les 15 ans ou plus de 49 %.
Sur ces 67 actifs de 15 ans ou plus ayant un emploi, 26 travaillent dans la commune, soit 39 % des habitants. Pour se rendre au travail, 66,2 % des habitants utilisent un véhicule personnel ou de fonction à quatre roues, 6,2 % les transports en commun, 6,1 % s'y rendent en deux-roues, à vélo ou à pied et 21,5 % n'ont pas besoin de transport (travail au domicile).

### Activités hors agriculture
25 établissements sont implantés  à Bouquet au 31 décembre 2019. Le tableau ci-dessous en détaille le nombre par secteur d'activité et compare les ratios avec ceux du département,.
Le secteur du commerce de gros et de détail, des transports, de l'hébergement et de la restauration est prépondérant sur la commune puisqu'il représente 32 % du nombre total d'établissements de la commune (8 sur les 25 entreprises implantées  à Bouquet), contre 30 % au niveau départemental.

### Agriculture
La commune est dans les Garrigues, une petite région agricole occupant le centre du département du Gard. En 2020, l'orientation technico-économique de l'agriculture  sur la commune est la polyculture et/ou le polyélevage. 
|               | 1988 | 2000 | 2010 | 2020 |
| ------------- | ---- | ---- | ---- | ---- |
| Exploitations | 12   | 9    | 12   | 10   |
| SAU (ha)      | 542  | 332  | 319  | 444  |

Le nombre d'exploitations agricoles en activité et ayant leur siège dans la commune est passé de 12 lors du recensement agricole de 1988  à 9 en 2000 puis à 12 en 2010 et enfin à 10 en 2020, un nombre stable en 22 ans. Sur cette même période, le département a perdu 61 % de ses exploitations,. La surface agricole utilisée sur la commune a également diminué, passant de 542 ha en 1988 à 444 ha en 2020. Parallèlement la surface agricole utilisée moyenne par exploitation a baissé, passant de 45 à 44 ha.

### Patrimoine culturel

Maison de retraite du Mont Bouquet pour anciens tracteurs agricoles au Mas de Saint-Gelly.

## Culture locale et patrimoine

### Lieux et monuments

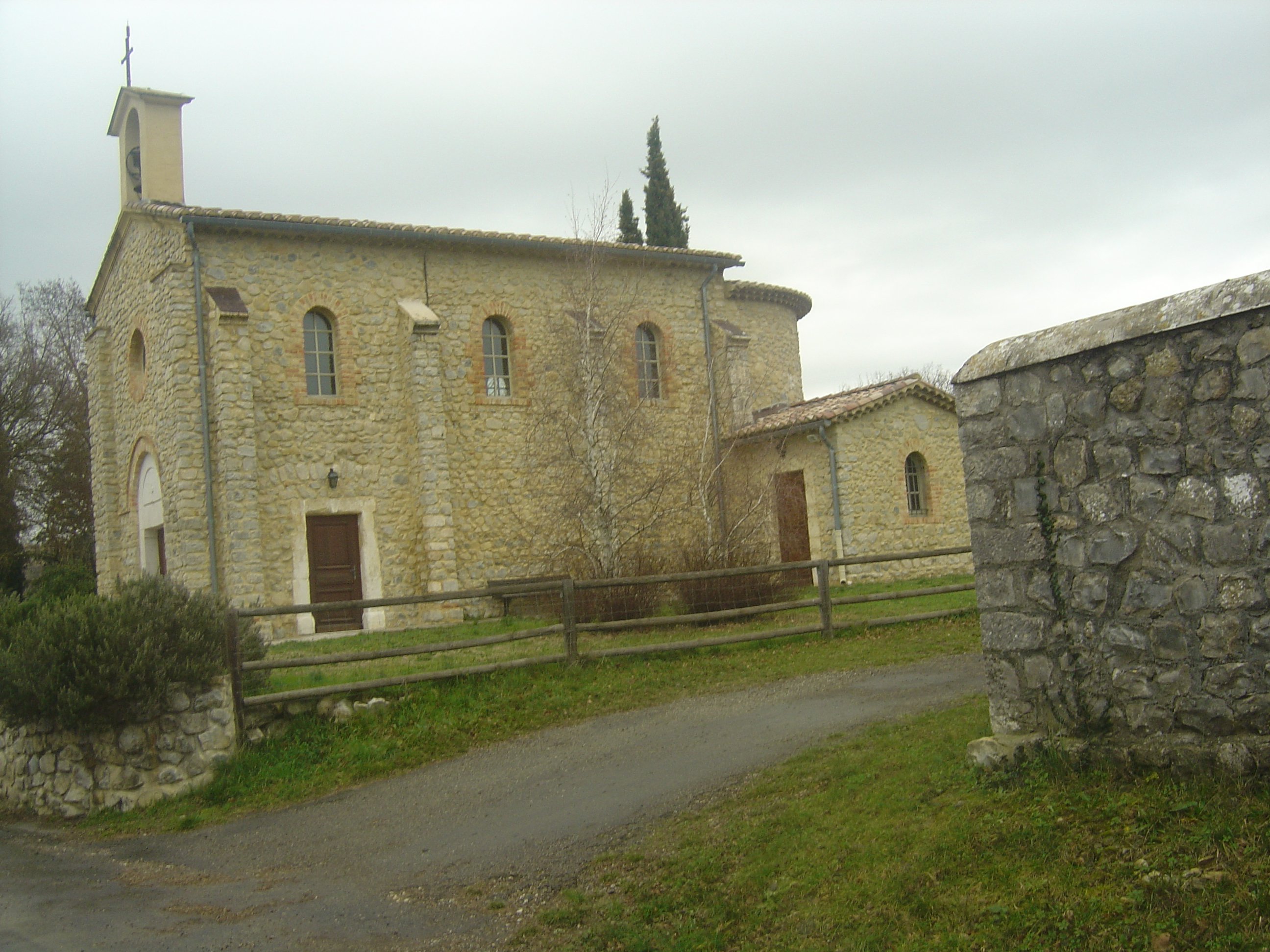
Église Saint-Martin de Bouquet.

- Église Saint-Martin de Bouquet.
- Temple protestant du Puech.

## Héraldique
| Blason de Bouquet (Gard) | Blason  | Écartelé : au premier et au quatrième d'argent aux quatre têtes de maure de sable tortillées du champ, au deuxième et au troisième de gueules aux quatre pals d'or ; sur le tout de gueules au mouton d'or surmonté d'un croissant d'argent. |
| Blason de Bouquet (Gard) | Détails | |